# Algemene verkiezingen in Liberia (1875)

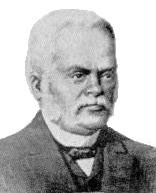
President James Spriggs Payne.

De algemene verkiezingen in Liberia van 1875 werden in mei van dat jaar gehouden en gewonnen door James Spriggs Payne van de Republican Party. Payne was van 1866 tot 1870 al eerder president van het land geweest Het lijkt erop dat Payne de enige kandidaat was bij de presidentsverkiezingen.
Op 3 januari 1876 werd Payne geïnaugureerd als president.

## Uitslag presidentsverkiezingen
James Spriggs Payne:
Tegen: —